# 삼국지 조조전
삼국지 조조전(三國志曹操傳, Sangokushi Sōsōden)은 일본의 게임 회사인 코에이가 발매한 삼국지 턴제 RPG게임 시리즈 중 세번째 작품이다. 1998년 12월 발매되었다(윈도판).

## 작품 해설
플레이어는 위 무제 조조가 되어 중국의 통일을 목표로 하는 턴제 전략 시뮬레이션 RPG이다. 본작의 특징으로서 스토리상에서 발생하는 선택사항에 의해서 파랑 게이지, 빨강 게이지의 비율에 따라 변화하여, 거기에 따라 후반의 스토리가 크게 변화한다. 게이지의 비중에 따라서는 파랑 게이지로 가면 마왕에게 조종을 당한 제갈량을 타도로 목표로 한다고 하는 가상모드 시나리오가 나온다. 또, 빨강 게이지로 가면 사실엔딩과 빨강 게이지와 파랑 게이지 중간 사이가 되면 조비가 황제로 등극하는 사실엔딩도 있다. 플레이의 방법에 따라서는 사실에서는 죽어 버리는 조조 부하의 무장을 생존시키는 일도 가능하다.(전위와 곽가, 하후연, 방덕)

## 줄거리
※(‡)는 미완성된것을 말한다.

### 1.패왕탄생
1. 영천 전투

-  이야기 

지금으로부터 1800년 전 후한 영제 대 황건적의 난 때, 관군 기병 도위로 임명된 조조는 황건적의 우두머리 장각의 동생 장보와 장량을 진압하기 위해 영천으로 가던 중, 점술가 허자장에게서 '치세의 능신,난세의 간웅'이란 말을 들은다. 이후 조조는 황건적을 토벌하기 위해 가는데...
-  전투 

영천에서 관군은 장보와 장량에게 점점 밀린다. 이에 의병으로 온 유비와 그 의동생 관우, 장비가 불을 지르자 황건적들은 혼란에 빠진다. 조조는 유비 삼형제와 대변한 후 함께 장보,장량 등 황건적들을 쓰러뜨린다.
1. 사수관 전투

-  이야기 

고조 유방이래 400년 동안 중국 대륙을 지배해오던 한 황조. 그러나 영제 때에 이르어 혼란이 시작된다. 외척과 환관들이 권력을 휘두르니 나라가 어지러워 진다. 마침내 태평도교주 장각에 의해 황건적의 난이 일어난다. 황건적의 난은 조조,유비 등에 의해 진압되나 나라 안의 혼란은 점점 더 커져간다. 이런 와중에 영제는 승하한다. 뒤를 이어 어린 소제 유변이 세워진 후 조정은 격렬한 권력 투쟁이 치러진다.(십상시의 난)조정의 혼란을 틈타 정권을 장악한 자는 동탁이다. 어느 날 동탁이 조조, 원소 등을 불러모은다. 동탁이 소제를 폐하고 그 이복동생 진류왕 유협을 세우겠다고 하자 원소는 발끈해 동탁을 죽이려 하나 동탁의 곁에는 천하무쌍의 호걸인 양자 여포가 있었기에 조조가 만류한다. 동탁은 소제를 폐하고 진류왕을 제위에 올리니 그가 한 황조의 마지막 황제, 헌제이다. 동탁은 승상(지금의 국무총리)에 올라 권력을 휘두르고 횡포를 부린다. 이에 조조는 사도 왕윤의 초대를 받아 그의 집에 가는데, 엄청난 부탁을 받는다. 동탁과의 결전을 부탁하고 가보인 칠성검을 군자금으로 사용하라고 맡긴다. 조조는 동탁을 제거하려다 실패하고 진궁의 도움으로 탈출한다. 그러나 진궁은 여백사 사건에서의 조조의 잔학함을 보고 떠나 버린다. 고향으로 돌아온 조조는 동탁 타도의 격문을 각지의 제후들에게 보낸다. 이 격문에 응한 이들은 발해태수 원소, 북평태수 공손찬, 서주자사 도겸, 장사태수 손견, 남양태수 원술 등 쟁쟁한 군웅들이다. 이때, 유비의 동기인 공손찬의 휘하에 유비 삼형제가 참여한다. 하후돈, 하후연, 악진, 이전, 조인, 조홍을 거느린 조조는 어릴 적 친구이면서 명문가 출신인 원소를 총대장으로 추대한다. 원소는 손견을 선봉으로 하고 사촌 동생 원술에게는 군량미를 담당하게 한다. 이에 원술은 앙심을 품는다. 반동탁 연합군은 동탁 타도를 위해 낙양 교외의 사수관을 공격, 이에 동탁은 맹장 화웅을 보내는데...
-  전투 ‡

선봉에 선 손견은 정보, 황개, 조무를 거느리고 화웅군과 접전을벌이며 공을 세워나가자, 이를 시기한 원술에 의해 보급이 끊기고, 군량이 점점 바닥나 결국 수하의 조무를 잃는 등 밀린다. 거기다 동탁의 부하 이각과 곽사의 기습으로 위기에 처하고, 이에 원소와 조조군은 손견군을 돕는다.
1. 호로관 전투

-  이야기 

화웅이 당했다는말에 동탁은 여포를 이끌고 친히 출정한다. 최강의 무장이라는 여포와 강력한 서량기병대의 공격에 연합군을 총공세를 가한다.
1. 동탁 추격전

-  이야기 

장안으로 도망치는 동탁군을쫓기로 한 것은 오로지 조조군뿐.
그러나 썩어도 준치라고, 강력한 서량의 재패자인 동탁은 후미에 매복을 건다.
1. 청주 황건적 토벌전

-  이야기 

여포의 매복에 걸려 호되게 당한 조조군은 근거지로 돌아간다. 낙양을 되찾은 연합군은 해산된다. 한편 왕윤이 동탁의 폭정을 막을 고심을 하고 있을 때 그의 양녀인 초선이 계책을 '연환지계'라는 계책을 동탁과 여포 사이를 이간질한다. 결국 동탁은 여포의 손에 최후를 맞이하고, 이각과 곽사는 모사 가후의 계락으로 여포를 몰아낸다. 이들은 왕윤을 없애고 마음대로 권력을 휘드른다. 이 무렵, 천하의 대세 또한 변한다. 하북에서는 원소와 공손찬이, 형주에서는 형주 목 유표와 손견이, 장안에서는 이각,곽사와 서량 태수 마등이 맡붙는데, 하북에서는 원소가 우세하고, 강동의 호랑이 손견은 허무하게 전사한다. 그 아들 손책은 원수인 원술에게 의탁한다. 마등 역시 가후의 계략에 패한다. 게다가 혼란을 틈타 청주 지방에서 황건적 잔당들이 일어난다. 한편 조조는 동군 태수로 있으면서 세력을 키운다. 순욱과 그의 조카 순유를 얻고, 어느 날, 전위라는 장수가 찾아오는데 그가 쓰러진 종군기를 올린면서 조조는 그를 받아들인다. 조정에서는 순욱과 순유의 말대로 조조에게 청주의 황건적 토벌을 명하는 칙서가 온다. 이에 조조는 출정하는데...
1. 서주 보복전

-  이야기 

그 동안 닦은 실력을 발휘하여 황건적을 토벌한 조조는 진동 장군의 호칭을 받는다. 또한 정욱과 곽가가 들어온다. 조조는 항복한 황건적들을 훈련시켜 '청주병'을 조직하고 아버지 조숭을 모셔오도록 한다. 이에 도겸은 조숭의 일가를 잘 대접하고 장개라는 호위 무사를 붙여주는데, 황건적 출신이었던 장개는 재물에 눈이 멀어 조숭의 일가를 살해한다. 이 소식을 들은 조조는 도겸이 사주한 것이라 판단, 서주를 공격하고, 도겸을 전부터 존경하고 있던 유비는 관우,장비, 조운(자룡)과 함께 도겸을 구하러 간다. 한편 진궁은 진류 땅에 장막과 그에게 의탁하고 있던 여포를 찾아가 조조의 연주를 공격하려는 음모를 꾸미는데...
1. 복양 전투

-  이야기 

여포에 의해 근거지인 복양성이 점령당했다는 정보에 서둘러 돌아왔지만, 이미 복양성은 여포에게 떨어진상황. 게다가 그 휘하의 장수들과 책사인 진궁은 만만치않은 상대이다.
1. 복양 전투 2

-  이야기 

여포를 당해내지못하고 퇴각한 조조는 전열을 다듬는다. 그 와중에 무장인 우금과 유엽이 부대에 합류하며, 복양성내의 부호가 여포의 부하들의 행패가 심하다며 복양성의 문을 열어주겠다는 제안을 한다. 이를 받아들인 조조는 밤을 틈타 기습을 가하기로 하는데...
1. 복양 전투 3

-  이야기 

또다시 퇴각을 한 조조군. 기세가오른 여포지만, 갑작스럽게닥친 메뚜기때의 습격으로 조조, 여포의 양 군은 식량난으로 일시휴전상태에 들어간다. 이에 조조군은 식량을 구하기 위해 황건적 잔당의 근거지를 습격하고, 그 곳에서 민병을모아 황건적에게 대항하며 전위와 호각을 다툰 허저를 휘하에 들이고 다시한번 여포를향하여 총공격을 가한다.
1. 헌제 구출전

-  이야기 

조조에게 패한 여포는 서주의 유비에게 의탁하러 간다. 한편, 조정을 장악하고 있던 이각과 곽사는 서로 싸우고, 헌제는 가후의 도움으로 장안을 탈출해 낙양으로 떠난다. 이각과 곽사의 싸움은 곽사군의 장수 서황에 의해 곽사에게 유리해진다. 그러나 헌제의 탈출 소식을 듣자 다시 손을 잡고 헌제를 추격해온다. 헌제는 하북의 원소와 산동의 조조에게 도움을 청한다. 원소는 핑계를 대 거절하지만, 조조는 천자를 옹립할 수 있는 기회라며 응하는데...
1. 장수 토벌전

-  이야기 

이각과 곽사를 무찌른 조조는 서황까지 얻고, 천자(헌제) 옹립에 성공한다. 조조는 순욱의 의견에 따라 헌제에게 낙양은 페허가 되고 장안에는 이각과 곽사의 세력이 건재해 허도로의 천도를 주장한다. 헌제는 천도를 용인, 허도로 도읍을 옯기므로써 조조는 대권을 장악해 대의명분을 얻는다. 한편, 손책은 원술에게서 독립해 강동 지방을 평정하고 소패왕이라 불린다. 헌제를 옹립한 조조에게 맞설 만한 세력은 하북의 원소, 하남 남양의 원술, 강동의 손책, 서주의 유비.여포, 형주의 유표이다. 순욱의 말대로 원술과 싸우는 사이 서주를 빼앗긴 유비가 조조에게 의지해오고, 조조는 유비를 예주 목으로 임명해 예주로 가게한다. 조조는 예전 동탁의 부하 장제의 조카 장수의 완성으로 쳐들어간다. 이에 장수 밑에 있는 가후는 장수를 설득해 항복한다. 그러나 조조가 장제의 아내 추씨와 밀회를 즐기자 분노한 장수는 조조를 공격하려 하고, 가후는 전위를 죽일 계확을 세우는데...
1. 수춘 전투

-  이야기 

조조는 자신의 맏아들 조앙, 조카인 조안민의 죽음보다 전위의 죽음을 더 슬퍼한다. 한편, 원술은 스스로 황제의 자리에 오른다. 이에 조조는 유비,손책,여포와 연합하여 화남 수춘성의 원술을 공격해오는데...
-  전투 

조조군은 북문, 유비군은 동문, 여포군은 서문, 손책군은 남문에 배치된다. 수춘 주변은 홍수로 늪지대로 변해 있다. 조조군 호우로 인해 군량이 부족해진다. 이탈자가 생겨날 것을 염려한 조조는...
- 1

조조는 유비에게 군량을 요청한다. 이에 유비는 승낙하고 조조는 공격을 개시하는데...
- 2

조조는 곽가의 의견대로 군량총관에 대해 참수를 명한다. 그러나 군량총관을 도망치게 하고 전군에 군량총관을 참수했다고 한다. 그리고 조조는 원술군에게 공격을 개시하는데
조조,유비,여포,손책에게 성문들이 모두 뜷리고, 마침내 수춘성까지 밀고 들어와 원술을 공격하자, 원술은 수춘성을 버리가 도망친다.
1. 장수 토벌전 2

 이야기 
수춘 전투를 끝낸 연합군은 유비군을 제외하고 모두 돌아간다. 이에 조조는 유비를 소패성에 머물게 하는데, 이것은 여포를 견제하기 위함이다. 완의 장수는 형주의 유표와 손을 조조를 칠 움직임을 보인다. 이에 조조는 완성을 공격하는데...
1. 서주 구원전

-  이야기 

또다시 장수 토벌에 실패한 조조는 허도에게 군사를 조련한다. 그러던 중에 원소가 공손찬을 치기 위해 조조에게 군량 지원을 요청해오는데, 조조는 거절한다. 이는 원소가 조조를 시험해 보기 위함이고, 원소는 북평의 공손찬을 친다. 이때 조조 주위의 세력들은 하북의 원소,하남 남양의 원술,형주의 유표,소패의 유비,서주의 여포,완의 장수인데, 원소는 공손찬을 치고 있고,원술,유표,유비는 조조와 비교가 되지 않기 때문에 위협적인 세력은 여포와 장수이다. 장수는 특별한 움직임을 보이지 않고, 조조는 유비와 연합해 여포를 치기로 한다. 그러나 진궁이 조조의 사자를 잡아 눈치친다. 이에 여포는 유비를 공격, 이에 조조는 유비를 구원하러 가는데...
1. 여포 포위전

### 2.하북쟁란
1. 서주 침공전
2. 백마 전투
3. 연진 전투
4. 관도 전투
5. 창정 전투

-  이야기 

1. 양산 전투
2. 여양 전투
3. 업성 전투
4. 남피 공략전
5. 유성 평정전

### 3.삼국정립(공통)
1. 박망파 전투

-  이야기 

조인을 깨뜨린 유비군의 군사인 서서를 빼내오는 것에는 성공했지만, 유비는 삼고초려끝에 새 군사 제갈공명이 영입된다.
그 능력이 매우 뛰어나다는 말을 우습게보며 하후돈은 우금, 이전을 이끌고 공격을 가한다.
어차피 병력의 차이는 수배. 승리는 확실하다고 자신하지만, 그런 그를 기다리는 것은....
1. 장판파 전투

-  이야기 

형주를 점령하고 도망치는 유비군을 쫓는다.
뒤에 많은 백성을 이끌고있는 유비군의 행보가 더디지만, 쫓아가는 조조군의 선봉대역시 그러한 백성들이 걸리적거려 쉽게 쫓아갈 수가 없는 상황에 놓인다.
1. 적벽 전투

 이야기 
조조에게 패주한 유비는 강하성에 입성하고, 조조는 강릉성에 입성한다. 그 후 조조는 손권에게 항복을 제안한다. 오에서는 항복론과 개전론이 다투다 공명에 의해 개전으로 기울어진다. 마침내 손권의 오는 조조에게 결정한다. 한편 적벽 오림 조조군 진영, 조조군에 방통이 찾아온다. 조조군은 북방의 군사들이라 수전에 약하다. 쇠사슬로 배들을 이어 멀미가 사라지게 한다. 하후돈은 화공을 걱정하나, 서북풍이 부는 겨울철이라 안심한다. 얼마 후, 방통이 떠나고, 오의 노장 황개가 오의 제독 주유에게 곤장 100대를 맞고 불만을 품어 조조에게 투항하겠다 한다. 이에 조조는 승낙하가 그를 맞이하기 위해 적벽으로 떠나는데...
하지만, 갑자기 곽가가 나타나 방통이 주유와 공명의 첩자이며, 황개의 거짓 투항은 황개와 주유가 짠 '교육지계'라 한다. 쇠사슬의 일부를 끓고 떠나는데...
1. 적벽 탈출전

-  이야기 

정욱, 장료와함께 간신히 적벽에서 탈출한 조조.
조인이 기다리는 강릉성은 이제 곧이지만, 뒤에서는 오나라의 군대가 쫓아오고, 앞쪽에서는 유비의 군대가 가로막는다.
1. 합비 전투
2. 마초 요격전

### 3.삼국정립(사실)
1. 장노 정벌전
2. 소요진 전투
3. 유수구 전투

## 등장 인물

### 위나라
- 조조
  - 군주계
  - 설명: 주인공. 자는 맹덕. 우수한 지략과 선견성으로 제후들을 격파해 결국 승상, 위왕에 차례대로 올라 위의 기초를 완성한다.
- 하후돈
  - 기병계
  - 설명: 조조의 사촌. 자는 원양. 여포와의 전투에서 조성의 화살에 한쪽 눈을 잃었으나 '부모에게서 받은 몸을 버릴 수는 없다.'라며 왼쪽 눈을 삼켰다. 조조에게 신임을 받고 조비 대에 대장군에 오른다.
- 하후연
  - 궁기병계
  - 설명: 조조의 일족으로 하후돈의 동생. 자는 묘재. 위의 정서장군. 조조의 딸을 맞이한다. 한중 전투에서 황충에게 죽임을 당한다.
- 조인
  - 기병계
  - 설명: 조조의 사촌. 자는 자효. 게임상에서는 자가 잘못 나와있다. 강릉, 번성 등에서 오와 촉을 견제하였다.
- 조홍
  - 보병계
  - 설명: 조조의 사촌. 자는 자렴. 촉의 공격에 대해 한중을 방어했다.
- 조비
  - 군주계
  - 설명: 조조의 둘째 아들. 자는 자항. 후일 위의 초대 황제(위 문제)가 된다.
- 조창
  - 기병계
  - 설명: 조조의 넷째 아들. 자는 자문. 형 조비가 제위에 오르자 실의 속에 죽었다.
- 순욱
  - 책사계
  - 설명: 자는 문약. 조조의 참모로서 조조의 가장 가까운곳에서 내정등을 담당하였으나, 조조의 위왕즉위를 반대한것에 미움을 받아 스스로 목숨을 끊었다.
- 순유
  - 풍수사계
  - 설명: 자는 공달. 조조의 참모로서 군략등을 담당. 순욱의 조카이나 사실 순욱보다 6살 연상이다.
- 전위
  - 무인계
  - 설명: 조조의 호위무사. 두자루의 쌍철극을 다루는 괴력의 무장으로 장수와의 전투에서 조조를 구하고 화살세례를 받아 선체로 목숨을 잃었다.
- 정욱
  - 책사계
  - 설명: 자는 중덕. 조조의 참모로서 정략등을 담당하였다.
- 곽가
  - 도사계
  - 설명: 자는 봉효. 조조의 참모로서 군사계통에서는 조조의 가장 큰 신뢰를 받았다. 원소의 전투끝에 병을얻어 사망하였으며, 적벽전투에서 대패한이후 조조가 '봉효가 살아있었으면'이라며 아쉬워했다.
- 유엽
  - 포차계
  - 설명: 조조의 참모중 하나. 발석차를 발명하여 원소군의 요새를 격파하였다.
- 가후
  - 도사계
  - 설명: 자는 문화. 조조의 참모. 본래에는 동탁군의 참모였으나, 그 다음은 이각, 곽사의 참모로 여포, 마등을 깨뜨렸다. 이후 장제의 조카인 장수의 휘하에 들어가 조조 본인을 두 번이나 연속해서 깨뜨린 유일한 참모. 곽가가 자신의 사후에 가후를 후임으로 배정하며 정식으로 조조군에 들어간다.
- 장료
  - 기병계
  - 설명: 자는 문원. 본래에는 동탁군의 여포의 휘하였으며, 여포사후에 관우의 추천으로 조조군에 들어간다. 의기롭고 용맹한 장수로 조조가 거병당시부터 함께해온 이전, 악진을 도리어 그의 휘하에 넣어줄정도로 지휘하는 능력이 뛰어나다.
- 초선
  - 무희계
- 허저
  - 적병계
  - 설명: 자는 중강. 본래 농사꾼출신이나 전위와 박빙의 승부를 겨루어 조조의 휘하에 들었다. 전위사후에 그의 뒤를이어 조조의 호위무사가된다.
- 사마의
  - 기마책사계
  - 설명: 자는 중달. 조씨 4대를 섬기며 공명과 맞서고 조방 때에는 사마씨 정권을 세워 손자 사마염이 세우는 진 왕조의 기틀을 닦는다.

### 촉나라
- 유비
  - 군주계
  - 설명: 자는 현덕. 전한 경제의 아들 중산정왕 유승의 후손으로 관우, 장비와의 도원결의가 유명하다. 보기 드문 영재로 관우,장비와 의형제를 맺고 제갈 공명의 도움으로 촉한을 세워 황제에 오르며 한왕실의 부흥을 꿈꾼다.
- 관우
  - 기병
  - 설명: 자는 운장. 도원에서 유비, 장비와 의형제를 맺고 한왕실의 부흥을 위해 싸운다. 촉의 오호대장군의 하나.
- 장비
  - 기병
  - 설명: 자는 익덕. 도원에서 유비, 관우와 의형제를 맺고 한왕실의 부흥을 위해 싸운다. 촉의 오호대장군의 하나.
- 제갈량
  - 책사
  - 설명: 자는 공명. 유비가 삼고초려끝에 얻은 뛰어난 지략가로 촉의 승상. 무리한 오 정벌로 사망한 유비를 대신하여 6차례의 북벌을 감행했다.
- 조운
  - 기병
  - 설명: 자는 자룡. 본래 공손찬의 부하였으나, 유비가 서주를 구하러 갈 때부터 유비를 따랐다. 촉의 오호대장군의 하나.
- 황충
  - 궁기병
- 위연
  - 기병
- 마초
  - 서량기병
  - 설명: 자는 맹기. 서량대장 마등의 아들. 마등이 조조에게 죽임을 당하자 조조를 공격했으나 실패하고, 사촌 마대와 함께 유비의 휘하에 들어갔다. 촉의 오호대장군의 하나.
- 마대
  - 서량기병
- 손건
  - 궁병
- 미방
  - 궁기병
- 미축
  - 궁기병
- 간옹
  - 궁병
- 마량
  - 책사
- 마속
  - 도사
- 주창
  - 산적
- 관평
  - 기병
- 유봉
  - 보병
- 관흥
  - 기병
- 장포
  - 기병
- 관색
  - 궁기병
- 오의
  - 포차
- 장익
  - 보병
- 장억
  - 무도가
- 엄안
  - 기병
- 맹달
  - 보병
- 뇌동
  - 무도가
- 이적
  - 풍수사
- 법정
  - 풍수사
- 강유
  - 책사
- 맹획
  - 곰부대
- 맹우
  - 맹호대
- 축융
  - 무희
- 유선
  - 보병

### 오나라
- 손견
  - 군주계
  - 설명: 자는 문대. 강동의 맹호로 동탁 토벌전때 압장서서 사수관을 공격한다. 후에 원술의 책략으로 형주의 유표를 공격하다 돌과 화살에 목숨을 잃는다.
- 손책
  - 군주계
  - 설명: 손견의 뒤를 이은 장남. 오군 태수 허공과 조조가 내통한 것을 알아채고 허공을 죽였다. 하지만 허공의 부하에 의해 죽는다.
- 손권
  - 군주계
  - 손견의 차남. 동오의 1대 황제이다.
- 황개
  - 기병계
- 정보
  - 기병계
- 장소
  - 책사계
- 장굉
  - 도사계
- 제갈근
  - 풍수사계
- 주유
  - 제독
- 노숙
  - 책사계
- 여몽
  - 책사계
- 육손
  - 제독
- 감녕
  - 해적
- 주태
  - 해적
- 능통
  - 기병계
- 태사자
  - 기병계
- 동습
  - 보병계
- 서성
  - 궁기병계
- 한당
  - 궁기병계
- 진무
  - 궁병계
- 전종
  - 궁병계
- 반장
  - 보병계
- 장흠
  - 해적
- 정봉

- - 무도가계

### 원소군
- 원소
  - 군주계
- 원담
  - 기병계
- 원희
  - 기병계
- 원상
  - 기병계
- 안량
  - 기병계
- 문추
  - 기병계
- 저수
  - 책사계
- 전풍
  - 책사계
- 곽도
  - 도사계
- 심배
  - 책사계
- 봉기
  - 풍수사계
- 고람
  - 궁기병계
- 허유
  - 풍수사계
- 저곡
  - 궁병계
- 신평
  - 포차계
- 신비
  - 풍수사계

### 기타 인물
- 여포
  - 서량기병
- 진궁
  - 책사
- 고순
  - 서량기병
- 위속
  - 기병
- 송헌
  - 궁병
- 후성
  - 보병
- 장수
  - 군주
- 호거아
  - 무인
- 조앙
  - 기병
- 조안민
  - 궁기병
- 곽회
  - 궁병
- 공손찬
  - 기병
- 도겸
  - 군주
- 원술
  - 군주
- 장량
  - 도사
- 장보
  - 도사
- 허자장
  - 풍수사
- 몽매
  - 선인

## 부대
삼국지 조조전의 부대는 저마다 다른 특징을 지니고 있으며, Lv.15와 Lv.30이 되면 인수라는 아이템을 사용하여 클래스를 올릴 수 있다. 하지만 클래스가 없는 부대도 있다.

### 무관
무관계는 주로 육탄 공격을 하는 부대로, 종류가 가장 많다.
- 군주계
  - 클래스: 군웅(Lv.1~) - 영웅(Lv.15~) - 패왕(Lv.30~)
  - 사용장비: 검, 갑옷
  - 주요특징: 군주계는 조조, 유비, 손권, 원소 등 부대 전체를 지휘하는 인물들이며, 게임 진행에서 반드시 생존해야 하는 부대이다. 기병대만큼 높은 기동력을 지니고 있으며, 사용할 수 있는 책략은 많지 않지만 부대에 도움을 줄 수 있는 부대이다.

- 기병계
  - 클래스: 경기병(Lv.1~) - 중기병(Lv.15~) - 친위대(Lv.30~)
  - 사용장비: 창, 갑옷
  - 주요특징: 기병계는 높은 공격력과 이동력이 특징이며, 특히 보병계를 상대할 때 강하다. 하지만 활 등 원거리 공격에는 취약하다는 단점이 있다. 이런 기병계의 단점을 보완하기 위해 기병계만 사용할 수 있는 기마갑옷이라는 아이템이 있다.

- 궁기병계
  - 클래스: 궁기병(Lv.1~) - 노기병(Lv.15~) - 연노기병(Lv.30~)
  - 사용장비: 활, 갑옷
  - 주요특징: 궁기병계는 활을 사용하는 기병계로, 궁병계보다 공격범위는 좁지만 이동력이 높아 기병계를 잘 보조할 수 있는 부대이다.

- 보병계
  - 클래스: 경보병(Lv.1~) - 중보병(Lv.15~) - 근위대(Lv.30~)
  - 사용장비: 검, 갑옷
  - 주요특징: 보병계는 높은 체력과 방어력이 특징이며, 궁병계를 상대할 때 큰 위력을 발휘한다. 하지만 기병계에게 약하다는 단점이 있다. 보병계는 투구 아이템을 사용하여 최대 체력을 높일 수 있다.

- 궁병계
  - 클래스: 궁병(Lv.1~) - 노병(Lv.15~) - 연노병(Lv.30~)
  - 사용장비: 활, 갑옷
  - 주요특징: 궁병계는 활을 사용하는 원거리 공격 부대로, 궁기병계에 비해 이동력은 낮지만 공격범위가 더 넓고 회심의 일격을 가할 확률이 높다. 특히 궁병계는 기병계를 상대할 때 큰 위력을 발휘한다.

- 적병계
  - 클래스: 적병(Lv.1~) - 의적(Lv.15~) - 호걸(Lv.30~)
  - 사용장비: 검, 옷
  - 주요특징: 적병계는 높은 확률의 회심의 일격과 지계 책략이 특징이며, 다른 부대가 잘 활동하지 못하는 산지나 황무지에서 큰 활약을 하는 부대이다.

- 무도가계
  - 클래스: 무도가(Lv.1~) - 권사(Lv.15~) - 권성(Lv.30~)
  - 사용장비: 곤봉, 옷
  - 주요특징: 무도가계는 높은 민첩성이 특징이며, 특히 2단 공격을 할 확률이 높아 큰 활약을 기대할 수 있는 부대이다. 주로 방해 책략을 사용한다.

- 무희계
  - 클래스: 무용수(Lv.1~) - 무희(Lv.15~) - 무녀(Lv.30~)
  - 사용장비: 곤봉, 옷
  - 주요특징: 무희계는 여자로 이루어진 무도가 부대로, 기본적은 특징은 무도가계와 같다. 다만 무도가계와 달리 상태 이상 회복 책략을 주로 사용하며, 상태 이상에 걸린 주변의 아군 부대를 자동으로 회복시키는 능력도 있다.

- 포차계
  - 클래스: 경포차(Lv.1~) - 중포차(Lv.15~) - 벽력차(Lv.30~)
  - 사용장비: 투석기, 옷
  - 주요특징: 포차계는 멀리 떨어진 적군을 상대하는 장거리 공격 부대로, 클래스가 올라가면 한 번에 다수 적군을 공격할 수 있다. 다만 이동력이 떨어진다는 단점이 있다.

- 서량기병
  - 클래스: 서량기병(Lv.1~)
  - 사용장비: 창, 갑옷
  - 주요특징: 서량기병은 공격력, 방어력, 이동력이 모두 높으며, 기병계와 달리 대각선 공격도 할 수 있어 무관계 중에서 최강이라 불리는 부대이다. 하지만 책략에 약하다는 단점이 있다.

- 황건적
  - 클래스: 황건적(Lv.1~)
  - 사용장비: 검, 옷
  - 주요특징: 장각을 중심으로 무력 봉기한 태평도 신자. 노란 두건을 매었기 때문에 황건적이라 불리었다.

- 해적
  - 클래스: 해적(Lv.1~)
  - 사용장비: 검, 옷
  - 주요특징: 해적은 적병계와는 반대로 수계 지형에서 큰 활약을 하는 부대로, 수계 책략을 주로 사용한다.

- 맹호대
  - 클래스: 맹호대(Lv.1~)
  - 사용장비: 곤봉, 옷
  - 주요특징: 맹호대는 순발력이 뛰어난 호랑이를 다루는 부대로, 맞닿아 있는 두 부대를 연속 공격하는 특징이 있다. 궁시나 책략 공격에 약하다.

- 곰부대
  - 클래스: 곰부대(Lv.1~)
  - 사용장비: 곤봉, 옷
  - 주요특징: 곰부대는 강력한 곰을 다루는 부대로, 이 부대에게 공격받은 부대는 일정 확률로 부동 상태에 걸리게 된다. 궁시나 책략 공격에 약하다.

### 문관
문관은 책략을 통해 무관 부대를 보조하는 부대이다.
- 책사계
  - 클래스: 책사(Lv.1~) - 참모(Lv.15~) - 군사(Lv.30~)
  - 사용장비: 부채, 옷
  - 주요특징: 책사계는 주로 공격계 책략을 쓰는 문관 부대로, 화계, 수계, 지계 책략으로 적에게 피해를 준다. '주작보옥'이라는 보물을 장착하면 주작을 소환하여 매우 강한 화계 책략을 사용할 수 있다.

- 기마책사계
  - 클래스: 기마책사(Lv.1~) - 기마참모(Lv.15~) - 기마군사(Lv.30~)
  - 사용장비: 부채, 옷
  - 주요특징: 기마책사계는 말을 탄 책사 부대로, 화계, 지계, 바람계 책략으로 적에게 피해를 준다. 또한 선인을 제외하면 문관 부대 중에서 유일하게 날씨를 바꿀 수 있는 부대이다. '청룡보옥'이라는 보물을 장착하면 청룡을 소환하여 책략 범위 내 적에게 무작위로 벼락 공격을 할 수 있다.(한 부대만 집중 공격 or 여러 부대에 나누어서 한번씩)

- 도사계
  - 클래스: 도사(Lv.1~) - 환술사(Lv.15~) - 요술사(Lv.30~)
  - 사용장비: 보검, 옷
  - 주요특징: 도사계는 주로 방해계 책략을 쓰는 부대로, 적의 사기, 민첩성, 공격력, 방어력 등을 하강시키는 방식으로 전투를 아군에 유리하게 이끄는 부대이다. '현무보옥'이라는 보물을 장착하면 현무를 소환하여 아군과 적군 모두에게 임의로 부대의 상태 이상에 영향을 미칠 수 있다. 하지만 아군 부대에도 작용되는 책략이므로 적군의 능력을 올리고 아군의 능력을 내릴 수도 있다는 문제점이 있다.

- 풍수사계
  - 클래스: 풍수사(Lv.1~) - 방술사(Lv.15~) - 선술사(Lv.30~)
  - 사용장비: 보검, 옷
  - 주요특징: 풍수사계는 주로 회복계 책략을 쓰는 부대로, 아군의 체력을 회복시키고 사기, 민첩성, 공격력, 방어력 등을 상승시키는 방식으로 아군을 지원하는 부대이다. '백호보옥'이라는 보물을 장착하면 백호를 소환하여 아군 전체의 체력을 회복하고 상태를 정상으로 돌릴 수 있다.

- 주술사
  - 클래스: 주술사(Lv.1~)
  - 사용장비: 부채, 옷
  - 주요특징: 주술사는 공격, 방해, 회복의 3계 책략을 모두 사용하는 부대로, 문관 부대 중에서는 최강이라 불리는 부대이다. 단, 청룡, 주작, 현무, 백호 책략을 사용할 수 없다.

- 제독
  - 클래스: 제독(Lv.1~)
  - 사용장비: 보검, 옷
  - 주요특징: 제독은 해적처럼 수상전에서 큰 활약을 하는 부대로, 수계 책략을 주로 사용하고 보조로 화계 책략을 사용한다. 또한 다른 문관 부대와는 달리 높은 공격력도 지니고 있다.

- 선인
  - 클래스: 선인(Lv.1~)
  - 사용장비: 부채, 옷
  - 주요특징: 선인은 모든 책략을 사용할 수 있는 문관 부대로, 인간계를 초월한 신선이기 때문에 속세에는 모습을 거의 드러내지 않는다고 한다.

### 기타 부대
- 나무인형
  - 클래스: 나무인형(Lv.1~)
  - 사용장비: 검, 옷
  - 주요특징: 목제 인형. 공격에 일정 확률로 독을 부가하는 능력이 있다. 이 부대는 쓰러져도 술자에 의해 무한적으로 부활하기 때문에 상당한 방해를 주는 부대이다. 만약 술자를 쓰러뜨리면 그 술자가 다루는 부대는 자동으로 소멸한다.

- 흙인형
  - 클래스: 흙인형(Lv.1~)
  - 사용장비: 검, 갑옷
  - 주요특징: 토제 인형. 공격에 일정 확률로 혼란을 부가하는 능력이 있다. 나무인형과 마찬가지로 술자를 쓰러뜨리면 그 술자가 다루는 부대는 자동으로 소멸한다.

- 황제
  - 클래스: 황제(Lv.1~)
  - 사용장비: 검, 옷
  - 주요특징: 한나라 황제. 공격 능력은 없다.

- 식량대
  - 클래스: 식량대(Lv.1~)
  - 사용장비: 옷
  - 주요특징: 식량을 나르는 일을 목적으로 하는 부대. 공격 능력은 없다. 연진전투에서와 같이 아군인 경우 회복의 쌀 아이템을 얻을 수 있으며, 양산전투에서와 같이 적군인 경우 공격하여 회복의 쌀 아이템을 얻을 수 있다.

- 민중
  - 클래스: 민중(Lv.1~)
  - 사용장비: 옷
  - 주요특징: 싸울 줄을 모르는 무고한 백성. 공격 능력은 없다.

## 보물 목록
| 번호  | 이름       | 종류   | 비고 |
| ----- | ---------- | ------ | --- |
| No.1  | 자웅일대검 | 검     | - 유비가 사용하는 검. - 반격 반격 옵션으로, 적 부대의 반격에 맞서 반격할 수 있다. - 획득 방법: (사실모드)<사곡 전투>에서 유비를 잡으면 획득 / (가상모드)<정군산 전투> 이후 자동 획득                                                                  |
| No.2  | 청공검     | 검     | - 조조가 하후은에게 맡겼던 검. 장판파에서는 하후은이 죽으면서 조운이 사용하게 된다. - 기마 공격 옵션으로, 기병계를 상대로 공격력이 높아진다. - 획득 방법: <장판파 전투>에서 하후은과 조운의 일기토 이후 조운을 잡았을 때 젖먹이(아두)를 살려주면 획득 |
| No.3  | 의천검     | 검     | - 조조가 사용하는 검. - 공격 방어 보조 옵션으로, 물리방어 확률을 증가시킨다. - 획득 방법: 조조가 처음부터 가지고 있음 |
| No.4  | 고정도     | 검     | - 손견이 사용하는 검. - 순발력 보조 옵션으로, 사용자의 순발력을 높여준다. - 획득 방법: <사수관 전투>에서 손견 생존 시 획득 |
| No.5  | 청룡언월도 | 창     | - 관우가 사용하는 대도. - 무반격 공격 옵션으로, 공격 시 적의 반격을 받지 않는다. - 획득 방법: (가상모드)관우가 아군으로 들어오면서 획득 |
| No.6  | 사모       | 창     | - 장비가 사용하는 모. - 찔러 공격 옵션으로, 연달아 서 있는 2개의 부대를 한 번에 공격할 수 있다. - 획득 방법: <사곡 전투>에서 장비를 잡으면 획득 / <맥성 구원전>에서 '맥성 구원 우선'을 선택하면 획득                                                  |
| No.7  | 방천화극   | 창     | - 여포가 사용하는 극. - 인도 공격 옵션으로, 공격 시 한 부대를 퇴각시키면 자동으로 공격 범위 내의 다른 부대를 공격한다. - 획득 방법: <여포 포위전>에서 여포를 잡으면 획득                                                                              |
| No.8  | 여포궁     | 활     | - 여포가 애용하는 활.(게임상에서는 사용하지 않는다.) - 부동 공격 옵션으로, 공격당한 부대는 일정 확률로 부동 상태가 된다. - 획득 방법: <복양 전투 3>에서 승리 시 획득 / (복양 전투 3를 치르지 않은 경우)<유수구 전투>에서 진무를 잡으면 획득           |
| No.9  | 이광궁     | 활     | - 전한의 장수 '이광'이 사용했다는 활. - 금책 공격 옵션으로, 공격당한 부대는 일정 확률로 금책 상태가 된다. - 획득 방법: <복양 전투 1>에서 적군 전멸 시 획득 / (복양 전투 1을 통해 얻지 못했을 경우)<유수구 전투>에서 진무를 잡으면 획득                |
| No.10 | 유성추     | 곤봉   | - 혼란 이동 옵션으로, 공격당한 부대는 일정 확률로 혼란 상태가 된다. - 획득 방법: (사실모드)<번성 구원전>에서 방덕 사망 시 획득 |
| No.11 | 쌍편       | 곤봉   | - 반격 반격 옵션으로, 적 부대의 반격에 맞서 반격할 수 있다. - 획득 방법: <적벽 전투>에서 적군 전멸 시 획득(선택지에서 '2. 퇴각한다'를 선택했을 경우 획득 불가)                                                                                        |
| No.12 | 금화관포   | 투석기 | - 독 공격 옵션으로, 공격당한 부대는 일정 확률로 중독 상태가 된다. - 획득 방법: <관도 전투>에서 승리 시 획득 |
| No.13 | 파초선     | 부채   | - 바람을 일으키는 신선. <서유기>의 등장인물 나찰녀가 사용한다. - 바람계 책략 보조 옵션으로, 바람계 책략의 위력을 높여준다. - 획득 방법: <원술 정벌전>에서 승리 시 획득                                                                                |
| No.14 | 오화신염선 | 부채   | - 불을 일으키는 신선. <봉신연의>의 등장인물 양임이 사용한다. - 화계 책략 보조 옵션으로, 화계 책략의 위력을 높여준다. - 획득 방법: <업성 전투>에서 심배를 잡으면 획득                                                                                  |
| No.15 | 백우선     | 부채   | - 제갈량이 사용하는 부채. - MP 절약 옵션으로, 책략 사용 시 소모되는 MP의 양을 줄여준다. - 획득 방법: <검각 전투>에서 승리 시 획득 / <백제성 전투>에서 제갈량을 잡으면 획득                                                                            |
| No.16 | 칠성검     | 보검   | - 왕윤이 자금 마련을 위해 조조에게 맡긴 보검. - 책략 명중 보조 옵션으로, 책략의 명중률을 높여준다. - 획득 방법: 여양 전투에서 봉기를 잡으면 획득 |
| No.17 | 성자보검   | 보검   | - 획득 방법: <헌제 구출전>에서 '적 전멸'을 선택하면 획득 / <한중 정벌전>에서 장노 항복 시 획득 / (가상모드)<건업 침공전>에서 제갈근을 잡으면 획득 |
| No.18 | 거울갑옷   | 갑옷   | - 간접 방어 옵션으로, 활, 투석기 등의 간접 공격을 100% 방어한다. - 획득 방법: <합비 전투>에서 태사자를 잡으면 획득 |
| No.19 | 황금갑옷   | 갑옷   | - 회심 방어 옵션으로, 적의 회심 공격을 100% 방어한다. - 획득 방법: <헌제 구출전>에서 '헌제 호송'을 선택하면 획득 / <남피 공략전>에서 원담을 잡으면 획득                                                                                               |
| No.20 | 연환갑옷   | 갑옷   | - 2번 방어 옵션으로, 적이 2회 공격을 할 시 두번째 공격을 100% 방어한다. - 획득 방법: <복양 전투 2>에서 적 전멸 시 획득 / <유수구 전투>에서 동습을 잡으면 획득 / <유수구 전투 3>에서 서성을 잡으면 획득                                                |
| No.21 | 백은갑옷   | 갑옷   | - 책략 손해 경감 옵션으로, 책략에 의한 피해를 줄여준다. - 획득 방법: <서주 보복전>에서 획득 / <장판파 전투>에서 조운을 잡았을 때 아두를 빼앗으면 획득 / <성도 침공전>에서 조운을 잡으면 획득                                                          |
| No.22 | 용린갑옷   | 갑옷   | - MP방어 옵션으로, 피격 시 MP를 먼저 소비한다. - 획득 방법: <적벽 전투>에서 한당을 잡으면 획득 |
| No.23 | 비룡도복   | 옷     | - 순발력 보조 옵션으로, 순발력을 높여준다. - 획득 방법: <청주 황건적 토벌전>에서 전위의 의견을 선택 시 획득 / <장수 토벌전>에서 호거아를 잡으면 획득 / <유수구 전투>에서 감녕을 잡으면 획득 / (가상모드)<건업 침공전>에서 감녕을 잡으면 획득          |
| No.24 | 학창       | 옷     | - 제갈량이 애용하는 옷. - 정신력 보조 옵션으로, 정신력을 높여준다. - 획득 방법: <박망파 전투>에서 제갈량을 잡으면 획득 |
| No.25 | 칠흑도복   | 옷     | - MP 보조 옵션으로, 최대 MP를 늘려준다. - 획득 방법: <청주 황건적 토벌전>에서 순욱이나 순유의 의견을 선택 시 획득 / <장노 정벌전>에서 염포를 잡으면 획득 / <적벽 전투 3>에서 승리 시 획득                                                             |
| No.26 | 봉황깃옷   | 옷     | - 매턴 HP 회복 옵션으로, 매턴마다 소량의 HP를 회복시킨다. - 획득 방법: <장수 토벌전>에서 전위 사망 시 획득 |
| No.27 | 백은방패   | 보조   | - 책략 방어 보조 옵션으로, 책략에 의한 방어를 높인다. - 획득 방법: <연진 전투>에서 문추를 잡으면 획득 / (가상모드)<건업 침공전>에서 능통을 잡으면 획득                                                                                                |
| No.28 | 풍신방패   | 보조   | - 전체 방어 보조 옵션으로, 일반 공격 및 책략에 의한 방어를 높인다. - 획득 방법: <창정 전투>에서 원소를 잡으면 획득 |
| No.29 | 바람바퀴   | 보조   | - 이동력 보조 옵션으로, 포차계만 장비할 수 있으며, 포차계열의 이동력을 높인다. - 획득 방법: <원술 정벌전>에서 승리 시 획득 |
| No.30 | 조황비전   | 보조   | - 이동력 보조 옵션으로, 전 계통이 장비 가능하며, 이동력을 높인다. - 획득 방법: (사실모드)<정군산 전투>에서 하후연 사망 시 획득 |
| No.31 | 절영       | 보조   | - 이동력 보조 옵션으로, 전 계통이 장비 가능하며, 이동력을 높인다. - 획득 방법: <동탁 추격전>에서 승리 시 획득 |
| No.32 | 적토마     | 보조   | - 돌격 이동 옵션으로, 주위의 적의 유무에 관계없이 이동할 수 있다. - 획득 방법: (가상모드)관우가 아군으로 들어오면서 획득 |
| No.33 | 적로       | 보조   | - 험로 이동 옵션으로, 험로에서 자유로운 이동이 가능하다.(가상모드)<정군산 전투> 이후 자동 획득 |
| No.34 | 철투구     | 보조   | - HP 보조 옵션으로, 최대 HP를 늘려준다. - 획득 방법: 방덕이 아군으로 들어오면서 획득 / (사실모드)<번성 구원전>에서 왕보를 잡으면 획득 / (가상모드)<건업 침공전>에서 반장을 잡으면 획득                                                                |
| No.35 | 제갈건     | 보조   | - MP 보조 옵션으로, 최대 MP를 늘려준다. - 획득 방법: <한수 전투>에서 승리조건 충족 시 획득 / <어복포 전투>에서 몽매의 도움 없이 승리 시 획득 |
| No.36 | 몰우전     | 보조   | - 간접 공격 옵션으로, 적병계만이 장비 가능하며, 1칸 떨어진 적의 공격이 가능하다. - 획득 방법: <서주 구원전>에서 장패를 잡으면 획득 |
| No.37 | 손자병법서 | 보조   | - 매턴 Exp획득 옵션으로, 매턴마다 경험치가 오른다. - 획득 방법: <합비 전투>에서 장굉을 잡으면 획득 |
| No.38 | 맹덕신서   | 보조   | - 획득 Exp보조 옵션으로, 획득가능한 경험치를 늘려준다. - 획득 방법: 조비가 아군으로 들어오면서 획득 |
| No.39 | 청낭서     | 보조   | - 매턴 HP회복 옵션으로, 매턴마다 HP를 회복한다. - 획득 방법: <적벽 전투>에서 황개를 잡으면 획득 |
| No.40 | 태평청령서 | 보조   | - 매턴 상태 회복 옵션으로, 매턴마다 상태이상을 회복한다. - 획득 방법: <영천 전투>에서 장량을 잡으면 획득 |
| No.41 | 태평요술서 | 보조   | - 매턴 MP회복 옵션으로, 매턴마다 MP를 회복한다. - 획득 방법: <적벽 전투>에서 주유를 잡으면 획득 |
| No.42 | 둔갑천서   | 보조   | - 책략 모방 옵션으로, 착용한 장수 근처에 위치한 장수의 책략을 사용할 수 있게 된다. - 획득 방법: <유성 평정전> 이후 곽가 사망 시 획득 |
| No.43 | 육도       | 보조   | - 매턴 무기Exp획득 옵션으로, 매턴마다 무기의 경험치가 오른다. - 획득 방법: <장판파 전투>에서 미방을 잡으면 획득 |
| No.44 | 삼략       | 보조   | - 매턴 방어구Exp획득 옵션으로, 매턴마다 방어구의 경험치가 오른다. - 획득 방법: <장판파 전투>에서 미축을 잡으면 획득 |
| No.45 | 콩주머니   | 보조   | - 자동 콩 사용 옵션으로, 체력이 감소되었을 때 회복의 콩을 자동적으로 사용한다. - 획득 방법: <백마 전투>에서 안량을 잡으면 획득 |
| No.46 | 옥새       | 보조   | - 회심 공격 옵션으로, 100%의 확률로 회심 공격을 하게 된다. - 획득 방법: (사실모드)<정군산 전투>에서 승리 시 획득 / (가상모드)<정군산 전투>에서 10턴 이내 승리 시 획득                                                                                 |
| No.47 | 청룡보옥   | 보조   | - 금주 가능 옵션으로, 기마책사계가 착용 가능하며, 사신 청룡 책략을 사용할 수 있게 된다. |
| No.48 | 주작보옥   | 보조   | - 금주 가능 옵션으로, 책사계가 착용 가능하며, 사신 주작 책략을 사용할 수 있게 된다. |
| No.49 | 현무보옥   | 보조   | - 금주 가능 옵션으로, 도사계가 착용 가능하며, 사신 현무 책략을 사용할 수 있게 된다. |
| No.50 | 백호보옥   | 보조   | - 금주 가능 옵션으로, 풍수사계가 착용 가능하며, 사신 백호 책략을 사용할 수 있게 된다. |